# 古川禎久
古川 禎久（ふるかわ よしひさ、1965年〈昭和40年〉8月3日 ‐ ）は、日本の政治家、建設官僚。自由民主党所属の衆議院議員（8期）、自由民主党選挙対策委員長代理。
法務大臣（第104代・105代）、財務副大臣（第2次安倍内閣）、環境大臣政務官（福田康夫改造内閣・麻生内閣）、法務大臣政務官（第1次安倍改造内閣・福田康夫内閣）などを歴任した。

## 来歴
1965年8月3日、宮崎県串間市に生まれる（現住所は都城市中原町）。一家は1926年（昭和元年）から焼酎造りを家族経営し、同時に酒類の小売販売を行っていた。零細経営の家業はのちに廃業した。串間市立福島小学校を卒業し、ラ・サール中学校に入学。中学3年の11月、中学の寮を退寮処分となり下宿屋の物置き部屋で生活する。ラ・サール高校に進学し卒業したのち、東京大学に入学。柴山昌彦、山下貴司らと同じクラスに所属する。東京大学法学部に進学し、1989年3月卒業。
1989年4月、建設省に入省し、建設事務官となる。1992年に建設省を退官。退官後は衆議院議員中村時広の秘書を務める他、目黒で焼き鳥店を経営していた。ある時、学生時代に恩義を受けたニッポンレンタカー創業者の石川浩三が古川の店に来店し、「三十になったら、人生の目標はこれだと定めて一歩ずつでいいから目標に向かって人生を歩みなさい。君は政治家になるんでしょう?」などと言い残し、その数か月後に石川は他界した。
古川は30歳で政界進出を目指し、1996年、第41回衆議院議員総選挙に新進党公認で宮崎3区に出馬するも、自民党の持永和見に敗れて落選。続けて2000年、第42回衆議院議員総選挙で宮崎3区に無所属で出馬するも、再び持永に敗れ、落選した。2003年第43回衆議院議員総選挙に無所属で宮崎3区から出馬し、持永哲志（和見の息子）を破り、初当選を果たす。同年、追加公認を受けて自民党に入党し、橋本派（当時）に入会。
2005年、衆議院本会議で郵政民営化法案に反対票を投じ、自民党を離党。2005年、第43回衆議院議員総選挙に無所属で宮崎3区から出馬、自民党公認で出馬した持永哲志を破り、2選となる。
2006年に自民党へ復党し（郵政造反組復党問題）、2007年に山崎派へ入会。安倍改造内閣・福田内閣で法務大臣政務官を務める。2008年、福田改造内閣・麻生内閣で環境大臣政務官就任。
2009年、第45回衆議院議員総選挙では宮崎3区から自民党公認で出馬し、3選。2010年、山崎派を退会し議員グループのぞみに参加。
2012年、第46回衆議院議員総選挙では宮崎3区から自民党公認で出馬し、4選。2013年9月30日、第2次安倍内閣財務副大臣に就任。
2014年、第47回衆議院議員総選挙では宮崎3区から自民党公認で出馬し、5選。2015年9月28日、水月会（石破派）の初代事務総長に就任。
2017年、第48回衆議院議員総選挙では宮崎3区から自民党公認で出馬し、6選。

### 法務大臣就任
2021年10月4日、第1次岸田内閣で法務大臣として初入閣。同年10月5日、水月会を離脱し、平成研究会に入会。
2021年10月31日の第49回衆議院議員総選挙では宮崎3区から自民党公認で出馬し、7選。
2021年12月21日、加古川7人殺害事件（2004年発生）で死刑が確定し、大阪拘置所に収監されていた死刑囚1人と群馬パチンコ店員連続殺人事件（2003年発生）で死刑が確定し、東京拘置所に収監されていた死刑囚2人の計3人について執行を命令した。
また、2022年7月26日、秋葉原通り魔事件（2008年発生）で死刑が確定し、東京拘置所に収監されていた加藤智大死刑囚の執行を命令した。

### 法務大臣退任後
2022年8月10日、第2次岸田第1次改造内閣の発足により、法務大臣を退任。
2024年1月30日、平成研究会を退会した。古川は、政治資金パーティー収入の裏金問題を受け、平成研を含めた全派閥の解消を主張していたが、平成研が政策集団として存続することを決めたためであった。
2024年9月27日に行われた自民党総裁選挙において、1回目の投票では小泉進次郎に投じた。得票数1位の高市早苗と2位の石破茂が進んだ決選投票では石破に投じた。
2024年10月27日の第50回衆議院議員総選挙では宮崎3区から自民党公認で出馬し、8選。同年11月15日、自由民主党選挙対策委員長代理に就任。
2025年5月24日、「コメは買ったことがない」などの発言が批判を浴びて農林水産大臣を更迭された江藤拓が自由民主党宮崎県県連会長を辞任した事を受け、県連の会長代行に就任。

## 政策・主張
- 2007年6月14日にワシントン・ポストへ掲載されたアメリカ合衆国下院121号決議の全面撤回を求める歴史事実委員会名義での意見広告（「THE FACTS」）の賛同者に名を連ねており[27]、第二次世界大戦中の慰安婦の強制連行については否定する立場である。
- 外国人参政権と人権擁護法案に反対しており、自民党の中でも保守色の強い議員の1人。
- 首相の靖国神社参拝を支持している[28]。
- 日本のTPP参加には反対の立場を取る[29]。
- 日本の核武装については、今後の国際情勢によっては検討すべきとしている[29]。

## 人物・エピソード
- 10代の頃から矢沢永吉の大ファン。「永田町矢沢会」の会長を自称する[30]。
- ラ・サール時代の物置き部屋生活でラジオを置き、そのラジオからジョン・レノン銃撃を知り衝撃を受けた[3]。
- 2009年6月16日、自民党代議士会で、「自民党はこの際、大政奉還を決断して、国民の懐深く帰るべきだ。国民の痛みと哀しみを我がものとして、もう一度、保守政党としての原点に戻るべきであります。」「それこそが本当の意味で、党が再生し復興するための道筋であると信じます。」と発言した[31]。
- 2011年9月14日の国会で、東日本大震災の際に、200億円の寄付をした台湾への政府としての感謝を促して、野田佳彦総理大臣（当時）に対し、「東日本大震災に対して台湾から寄せられた真心あふれる破格のご支援に対して、日本国として礼を尽くし、心からなる謝意を伝えるべきではないか。外交案件としてでなく、人としての道を申し上げている。台湾とは国交がないが、日本人が苦しみ嘆き悲しんでいる時に、最も親身になってくれた友人だ。それなのに政府は卑屈にも第三者の顔色をうかがうことに汲々とし、友人の真心に気付かないふりをしているのではないか」と発言した[32]。この発言は、2015年3月12日、台湾の大手新聞社自由時報で、東日本大震災から4年が経過したことに合わせて報じられた[32]。

## 選挙歴
| 当落 | 選挙                   | 執行日         | 年齢 | 選挙区      | 政党       | 得票数     | 得票率 | 定数 | 得票順位 /候補者数 | 政党内比例順位 /政党当選者数 |
| ---- | ---------------------- | -------------- | ---- | ----------- | ---------- | ---------- | ------ | ---- | ------------------ | ---------------------------- |
| 落   | 第41回衆議院議員総選挙 | 1996年10月20日 | 31   | 宮崎県第3区 | 新進党     | 6万2211票  | 36.85% | 1    | 2/3                | /                            |
| 落   | 第42回衆議院議員総選挙 | 2000年06月25日 | 34   | 宮崎県第3区 | 無所属     | 7万9081票  | 39.83% | 1    | 2/4                | /                            |
| 当   | 第43回衆議院議員総選挙 | 2003年11月09日 | 38   | 宮崎県第3区 | 無所属     | 11万8607票 | 63.17% | 1    | 1/3                | /                            |
| 当   | 第44回衆議院議員総選挙 | 2005年09月11日 | 40   | 宮崎県第3区 | 無所属     | 10万2816票 | 49.58% | 1    | 1/3                | /                            |
| 当   | 第45回衆議院議員総選挙 | 2009年08月30日 | 44   | 宮崎県第3区 | 自由民主党 | 13万1908票 | 67.40% | 1    | 1/3                | /                            |
| 当   | 第46回衆議院議員総選挙 | 2012年12月16日 | 47   | 宮崎県第3区 | 自由民主党 | 11万9174票 | 81.79% | 1    | 1/2                | /                            |
| 当   | 第47回衆議院議員総選挙 | 2014年12月14日 | 49   | 宮崎県第3区 | 自由民主党 | 10万8051票 | 78.50% | 1    | 1/2                | /                            |
| 当   | 第48回衆議院議員総選挙 | 2017年10月22日 | 52   | 宮崎県第3区 | 自由民主党 | 9万8008票  | 69.39% | 1    | 1/3                | /                            |
| 当   | 第49回衆議院議員総選挙 | 2021年10月31日 | 56   | 宮崎県第3区 | 自由民主党 | 11万1845票 | 80.73% | 1    | 1/3                | /                            |
| 当   | 第50回衆議院議員総選挙 | 2024年10月27日 | 59   | 宮崎県第3区 | 自由民主党 | 9万4009票  | 79.17% | 1    | 1/2                | /                            |

## 著作
- 『上を向こう、日本』（共著）PHP 2010年
- 『石破茂と水月會の日本創生』（共著）新講社 2018年

## 所属団体・議員連盟
- 自民党たばこ議員連盟[33]
- 自由民主党たばこ特別委員会（副委員長）[34][35]
- 創生「日本」（副幹事長）[36]
- 住宅対策促進議員連盟（事務局長）
- 日本タジキスタン友好議員連盟（事務局長）
- ITS推進議員連盟（事務局長）
- 日華議員懇談会[36]
- 日本会議国会議員懇談会[36]
- 神道政治連盟国会議員懇談会[36]
- 海事振興議員連盟[37]
- 賃貸住宅対策議員連盟
- 畜産振興議員連盟
- 保険制度改善推進議員連盟
- 郵便局の新たな利活用を推進する議員連盟
- 囲碁文化振興議員連盟
- 森林整備・治山事業促進議員連盟
- 国民医療を守る議員の会
- 地域コミュニティ再生議員連盟
- 全国保育関係議員連盟
- 幼児教育議員連盟

## 同期
- ラ・サール中学校・高等学校33期
  - 針間克己 - 精神科医
  - 塩田康一 - 経産官僚、鹿児島県知事
  - 山口祥義 - 総務官僚、佐賀県知事
  - 西村健 - 労働官僚、小説家
  - 玉置浩伸 - 実業家
- 東京大学前期課程同クラス
  - 半沢淳一 - 東大経進学・卒業、1988年三菱銀入行、2021年三菱UFJ銀頭取就任
  - 城山英明 - 東大法進学・卒業、2006年東大教授就任
  - 柴山昌彦 - 東大法進学・卒業、1990年住友不動産入社、2000年弁護士登録、2004年衆議院議員選出、2018年文科相就任
  - 山下貴司 - 東大法進学・卒業、1992年検事任官、2012年衆議院議員選出、2018年法相就任
- 建設省1989年入省組
  - 井上智夫 - 建設・国土交通技官
  - 長橋和久 - 建設・国土交通官僚